# Sphenochernes
Genre
Synonymes
- Tullgrenia Mello-Leitão, 1925 nec van der Groot, 1912
- Syndeipnochernes Beier, 1970

Sphenochernes est un genre de pseudoscorpions de la famille des Chernetidae.

## Distribution
Les espèces de ce genre se rencontrent en Argentine, au Brésil et en Colombie.

## Liste des espèces
Selon Pseudoscorpions of the World (version 3.0) :
- Sphenochernes bruchi (Mello-Leitão, 1925)
- Sphenochernes camponoti (Beier, 1970)
- Sphenochernes schulzi Turk, 1953

et décrite depuis :
- Sphenochernes attazi Bedoya-Roqueme, 2019

## Publication originale
- Turk, 1953 : A new genus and species of pseudoscorpion with some notes on its biology. Proceedings of the Zoological Society of London, vol. 122, no 3, p. 951-954.